# 簡易水道
簡易水道（かんいすいどう）とは、日本の水道法（昭和32年法律第177号）に定める水道事業の一種。同法では計画給水人口が100人を超えるものを水道としており、そのうち給水人口が5,000人以下である水道を簡易水道事業という（第3条）。
なお、水道法上の「簡易専用水道」は、水道事業の用に供する水道から供給を受ける水のみを水源とする一定の受水槽を置くビル等の給水施設のことであり「簡易水道」とは異なる。

## 経営
地方財政法上の扱い
地方財政法上は上水道事業（給水人口5,001人以上）と同じく同条第6条に定める「公営企業」であり、一般会計が負担するべきとされる経費を除いて独立採算制とする必要がある。
地方公営企業法上の扱い
水道事業を地方公共団体が経営する場合には、原則として地方公営企業法が適用される（同法第2条）。しかし、同条の規定で簡易水道事業は適用が除外されており、条例で任意で地方公営企業法の全部又は一部を適用できる扱いである。ただし、総務大臣から「公営企業会計の適用の更なる推進について」が発出されており公営企業会計の適用を進めるよう要請されている。

## 水道法上の特例
その他の水道法上の特例として、給水人口が2,000人以下である簡易水道事業（小規模簡易水道事業）については消火栓設置義務が免除されるなどの特例がある（水道法第25条参照）。